# Trên đỉnh mùa đông
Trên đỉnh mùa đông là một bộ phim ca nhạc do nhạc sĩ Trần Thiện Thanh biên kịch và đạo diễn, xuất phẩm năm 1971 tại Sài Gòn.

## Lịch sử
Những năm cuối thập niên 1960, cùng với Hùng Cường, Chế Linh, Duy Khánh... nhạc sĩ Trần Thiện Thanh thường mặc quân phục lên sân khấu hát nhạc lính. Ông thường xuyên hợp tác với Đài Truyền hình Việt Nam cùng các đài phát thanh để thâu những cuốn băng ca nhạc cổ vũ tinh thần quân dân trong chiến đấu và xây dựng. Trong các phim kịch với đề tài người lính, Trần Thiện Thanh hay ca diễn với Thanh Lan và các em gái (gọi là nhóm Tiếng Hát Đôi Mươi), ông lấy nghệ danh Nhật Trường.
Vào năm 1971, Trần Thiện Thanh thực hiện một số nhạc cảnh về đại úy Nguyễn Văn Đương - anh hùng Tiểu đoàn 3 Nhảy Dù tuẫn tiết ở Hạ Lào ngày 25 tháng 02 năm 1971. Trong đó Nhật Trường vào vai Nguyễn Văn Đương, còn Thanh Lan đóng vai Nguyễn Thị Lệ. Đây là tiết mục thu hút nhiều người xem truyền hình nhất vào giai đoạn đó, chính vì thế - để đáp ứng thị hiếu khán giả, Nhật Trường quyết định thâu thành phim hoàn chỉnh.
Sự kiện này được báo giới coi là mở đầu trào lưu chế tác phim truyền hình tại Việt Nam. Vì đương thời, phim truyền hình còn là lĩnh vực sơ khai trên bình diện quốc tế, có rất ít nhà đài dám thực hiện vì nguồn kinh phí và nhân lực tốn kém trong khi yếu tố thương mại bằng không. Tuy vậy, do nhạc sĩ Trần Thiện Thanh là nhà thầu sóng truyền hình, nên toàn bộ kinh phí ông đều tự chi trả, Đài Truyền hình Việt Nam chỉ yểm trợ kỹ thuật và nhân lực. Sau khi phim hoàn tất và công chiếu đại chúng, Trần Thiện Thanh lại tiến hành thâu dĩa nhựa bản ghi âm (giấy phép số 1267/BTT/PHNT 19-5-71) phát hành rộng rãi để phần nào hoàn vốn.
Nhờ thế, sau tháng tư đen, trong khi cuộn băng gốc phim Trên đỉnh mùa đông đã thất lạc, bản đĩa than vẫn tồn tại trong các nhà sưu tập tư nhân cùng với ít nhiều ảnh chụp và kịch bản được đăng rải rác trên báo chí, nên tới nay nhìn chung nội dung hoàn chỉnh của phim không hề mai một.

## Nội dung
Thiếu úy Đương và chuẩn úy Toàn là hai người bạn thân từ thuở nhỏ. Lớn lên lại tình cờ gặp nhau trong cuộc sống hào hùng của những Thiên Thần mũ đỏ.
Trong một lần nghỉ phép về Sài Gòn, Đương và Toàn chở nhau trên xe gắn máy chơi. Khi khúc cua ngang hồ Con Rùa thì vô tình đụng phải một nữ sinh. Đương tận tình đưa cô về nhà, hỏi truyện mới hay cô tên Nguyễn Thị Lệ, hiện theo học trường Văn Khoa.
Không lâu sau, cô Lệ theo đoàn em gái hậu phương ra tiền đồn heo hút thăm hỏi động viên chiến sĩ, tình cờ gặp lại thiếu úy Đương. Họ thực sự cảm mến nhau và đã hò hẹn yêu đương.
Nhưng cha Lệ rất nghiêm khắc, không chấp nhận con mình cưới một quân nhân thường xuyên làm nhiệm vụ nguy hiểm tính mạng đến vậy. Lệ và Đương phải cùng dìu dắt nhau vượt những trở ngại lớn lao, để rồi cô giã từ mái trường đại học với bao mộng tưởng nên thơ mà sống đời vợ anh lính nghèo, ở trong quân doanh chỉ toàn những khó khăn vất vả và đêm đêm thường nghe tiếng súng vọng về phá tan giấc ngủ.
Trong chiến dịch vượt biên Hạ Lào, đơn vị đại úy Đương vấp phải những đợt tấn công biển người của đối phương, mà viện quân chưa ứng cứu kịp. Giữa tình thế tuyệt vọng, Nguyễn Văn Đương ra mệnh lệnh cuối, yêu cầu những anh em còn lại rút hết để mình anh ở lại nghi binh. Sau đó, anh em chiến hữu chỉ nghe được một tiếng súng nổ, đấy là Đương đã tuẫn tiết trên đồi 31.
Ở nhà, Nguyễn Thị Lệ vẫn chưa hay biết gì cả. Trong một giấc chiêm bao, cô thấy anh trở về trong hình hài đầy thương tích, nói lời từ biệt con thơ vợ hiền. Và từ đấy, thi thoảng Lệ chỉ còn gặp chồng trong giấc mơ ngập tràn nước mắt với nỗi bi thương của người góa phụ muôn đời rào rạt như bão mưa.

## Kĩ thuật
Phim được thực hiện tại Sài Gòn đầu năm 1971.

### Diễn xuất
- Thanh Lan... Nguyễn Thị Lệ
- Nhật Trường... Nguyễn Văn Đương
- Minh Ngọc
- Khả Năng
- Vũ Đức Duy
- Bích Thuận
- Kiều Hạnh
- Phương Hồng Ngọc
- Hồ Hiệp
- Nhóm Tiếng Hát Đôi Mươi

### Nhạc nền
- Trên đỉnh mùa đông
- Mùa đông của anh
- Chiều trên phá Tam Giang
- Người chết trở về
- Kỷ vật cho em
- Anh không chết đâu em
- Mảnh hồn hoang

## Văn hóa
Thành công rực rỡ của bộ phim Trên đỉnh mùa đông báo hiệu thời vàng son của phim truyền hình Việt Nam về sau. Phim cũng là cơ sở để nhạc sĩ Trần Thiện Thanh thực hiện tiếp cuốn phim Mộng Thường, trình chiếu trên đài THVN9 năm 1974, với cốt truyện còn lâm ly bi đát hơn, rất hợp thị hiếu công chúng thị thành.
Do bối cảnh xã hội miền Nam sau năm 1975 có nhiều chuyển biến phức tạp, cuộn băng gốc của bộ phim đã thất lạc. Đến năm 1994, nhạc sĩ Trần Thiện Thanh (lấy nghệ danh Trần Thiện Thanh Toàn) lại cùng với ca sĩ Thanh Lan dựng phiên bản mới của bộ phim Trên đỉnh mùa đông trên sân khấu và phát hành dưới dạng băng đĩa. Bản mới này do Trung tâm Nhật Trường (Nam California) phát hành tại Bắc Mỹ.
| “                  | Câu chuyện trong bài hát nghe đã buồn, nhưng chuyện phim càng buồn hơn khi đôi người yêu nhau tha thiết, dù đã đến được với nhau nhưng sau đó lại phải chịu số phận sinh ly tử biệt. | ” |
| — Trương Đình Tuấn | |   |

## Liên kết
1. ↑  Người "anh hùng mũ đỏ tên Đương" là ai ?
2. ↑  Sơ lược phim kịch Trên đỉnh mùa đông
3. ↑  Trên đỉnh mùa đông nhớ Trần Thiện Thanh